# مجلس جمهوری (پرتغال)
مجلس جمهوری، مجلس قانونگذاری پرتغال می‌باشد که از ۲۳۰ نماینده تشکیل شده است. بر اساس قانون اساسی پرتغال پارلمان "مجمع نمایندگی برای همه شهروندان پرتغالی است".  در قانون اساسی این کشور از مجلس به عنوان یکی از ارگان‌های عالی کشور نام برده شده‌است.

## قدرت و وظیفه‌ها
مجلس جمهوری قدرت تغییر قانون اساسی را دارد (با اکثریت دو سوم کل نمایندگان). برخی از وظیفه‌های مجلس نمایندگان عبارتند از: تصویب قانون، تصویب بودجه، اعطای اجازه به دولت برای گرفتن یا دادن وام، تصوب معاهده‌های بین‌المللی، اجازه به رئیس‌جمهور برای اعلان جنگ یا صلح، نظارت بر اجرای قانون یا عملکرد دولت، انتخاب ۱۰ قاضی از ۱۳ قاضی دادگاه قانون اساسی، انتخاب ۷ عضو از ۱۶ عضو هیئت عالی قضایی و ...

## ساختار
مجلس جمهوری در آغاز از ۲۵۰ نماینده تشکیل شده بود؛ وانگهی تغییر قانون اساسی در سال ۱۹۸۹، این تعداد را به بین ۱۸۰ تا ۲۳۰ نماینده کاهش داد. نمایندگان از طریق رأی مردم برای مدت ۴ سال انتخاب می‌شوند. با توجه به حزبی بودن انتخابات در پرتغال، در این کشور انتخابات میان‌دوره‌ای وجود ندارد. تعداد نمایندگان هر استان به جمعیت آن استان بستگی دارد. ناحیه لیسبون به تنهایی ۴۸ نماینده دارد. آزور و مادیرا هر کدام یک نماینده دارند. پرتغالی‌های ساکن اروپا نیز دارای ۱ نماینده هستند.